# اعتصابات سراسری ۱۴۰۱ ایران
اعتصابات ۱۴۰۱ ایران در جریان خیزش ۱۴۰۱ ایران و در حمایت از اعتراضات گسترده مردم صورت می‌گیرد. در ششمین هفته اعتراضات، در شماری از شهرهای ایران گروه‌های از اصناف، از جمله کسبه و بازاریان، معلمان، استادان دانشگاه‌ها و دانشجویان، کارگران پتروشیمی و بخش‌های خصوصی اعتصاب کردند. شروع اعتصابات به روز دوشنبه ۲۸ شهریور، سه روز پس از فوت مهسا امینی برمی‌گردد که مرکز همکاری احزاب کردستان ایران، دیگر احزاب و فعالان مدنی و سیاسی کردستان، دوشنبه را روز اعتصاب عمومی اعلام کردند.

## اعتصابات دانشجویان
این اعتصابات از ۴ مهر ۱۴۰۱ آغاز شد. در این اعتراضات تعداد زیادی از دانشجویان در تجمع‌ها، خوابگاه‌ها یا حتی خانه‌های خود از سوی نیروهای امنیتی بازداشت شدند. دانشجویان چند دانشگاه ایران اعلام کرده‌اند که در اعتراض به برخوردهای امنیتی با دانشجویان، بازداشت دانشجویان معترض و همچنین مجازی شدن آموزش، از شرکت در کلاس‌های درس خودداری می‌کنند. در پی اعتراضات و اعتصاب دانشجویان دانشگاه‌های سراسر ایران، تعدادی از استادان دانشگاه نیز با خودداری از شرکت در کلاس‌ها به دانشجویان معترض پیوستند و تعدادی نیز استعفا کردند. وزیر علوم، محمدعلی زلفی‌گل در جمع دانشجویان دانشگاه شریف گفته بود: «شما با اعتصاب دارید بودجه بیت‌المال را از بین می‌برید.»

## کارگران و کارکنان
بسیاری از کارگران و کارکنان در صنایع مختلف در بخش‌های خصوصی و دولتی ایران در اعتراض و حمایت از اعتراضات سراسری دست به اعتصاب و تجمع زدند. پیش از این نیز کارگران بارها دست به اعتصاب زده‌اند که عمدتاً اهداف صنفی داشت. همزمانی و حمایت اعتصاب‌های کارگری با اعتراض سیاسی در سال‌های اخیر کم‌سابقه بوده‌است. به گزارش یورونیوز اعتصاب و اعتراض کارکنان و کارگران صنعت نفت و پتروشیمی، اولین بار پس از انقلاب۵۷ است که کارگران به جز مطالبات حقوقی و صنفی خود، همگام با معترضان به کشته‌شدن مهسا امینی در ایران شعارهایی سیاسی سر دادند.
- صنعت نفت، پتروشیمی و پالایشگاه‌ها

دوشنبه ۱۸ مهر، کارگران پتروشیمی عسلویه دست به اعتصاب زده و به اعتراضات سراسری علیه جمهوری اسلامی ایران ملحق شدند. در دومین روز اعتصاب کارگران، شورای سازماندهی کارگران پیمانی صنعت نفت از بازداشت دست‌کم ۱۱ نفر از کارگران پروژه‌ای توسط نیروهای امنیتی در روز هجدهم مهرماه خبر داد. ۱۹ مهر کارگران پتروشیمی آبادان در گیت ۱۴ پالایشگاه تجمع کردند. در واکنش به اعتصاب کارگران مدیر پتروشیمی صدرا پروژه را موقتاً تعطیل اعلام کرد. رانندگان پالایشگاه نفت آبادان، سه‌شنبه ۲۶ مهر دست از کار کشیده و نفتکش‌های خود را در سطح شهر متوقف کردند.
در عسلویه، کارگران جاده محدوده پروژه و سه راه عسلویه را به نشانه اعتراض بستند. در دسته نوشته‌هایی کارگران با الهام از مطلع «برای…» در توییتر نوشته شد بود: «برای اتوبوسهای اسقاطی، برای زندگی حیوانی، برای خوابگاه ساسی، برای غذاهای آلوده، برای شرجی‌ها، برای ساعتی که اعلام می‌کنند اضافه کاری، برای صبح قبل بوق سگ برای چکی که هرگز پاس نشد، برای بیمه‌هایی که واریز نشد، برای ساعتی که لرزشت از لرزش اتوبوس بیشتر بود، برای نیروهای پروژه، ما برای اینها صدای اعتراض‌مان را نشان خواهیم داد.»
روزنامه ایران در گزارشی در مورد اعتصاب کارکنان پالایشگاه‌ها و پتروشیمی‌های پارس جنوبی نوشت: «اعتراضات موقت و کوتاه بخشی از کارگران قراردادی یک فاز درحال ساخت پتروشیمی بوشهر بوده و ربطی به سایت‌های پتروشیمی و پالایشگاهی مجموعه عظیم پارس جنوبی نداشته‌است. در پارس جنوبی به‌طور متوسط روزانه ۳۰ تا ۴۰ هزار نفر مشغول کار هستند.»
این اعتصاب‌ها در پی فراخوان کارگران پروژه‌ای در حمایت از اعتراضات گسترده در ایران آغاز شد. در سومین روز اعتصابات، شورای سازماندهی اعتراضات کارگران پیمانی از بازداشت دست کم ۱۸ نفر از کارگران پروژه ای توسط نیروهای امنیتی خبر داد. همزمان با مراسم چهلم مهسا امینی کارکنان پالایشگاه نفت تهران دست به اعتصاب زدند. سخنگوی پالایشگاه تهران اعتصاب کارکنان این پالایشگاه را تکذیب کرد.
- نیشکر هفت‌تپه

در ادامه اعتصاب کارگران پیمانی، گروهی از کارکنان شرکت نیشکر هفت‌تپه خوزستان روز سه‌شنبه ۲۶ مهر دست به اعتصاب زده و در محوطه شرکت تجمع اعتراضی برگزار کردند. در اعتصاب کارگران پتروشیمی، کارگران اعتصابی شعارهایی از جمله مرگ بر دیکتاتور سر دادند. کارفرمای شرکت برای جلوگیری از اعتصاب در مجتمع کشت و صنعت نیشکر هفت تپه به کارگران هفت میلیون تومان «پاداش» داده بود تا از اعتصاب آنها جلوگیری کند.
- داداش برادر

کارگران کارخانه شرکت شکلات‌سازی داداش برادر (آیدین) روز شنبه ۳۰ مهر به نشانه اعتراض دست از کار کشیدند.
- اسنپ

در پی انتشار فراخوان اعتصاب از سوی برخی کارکنان اسنپ، سه نفر از کارکنان این شرکت که در پست‌هایی خواهان اعتصاب شده بودند، بازداشت شدند.
- تراکتورسازی تبریز

اعتراض کارگران شرکت موتورسازان تراکتورسازی از روز ۲ آبان شروع شد.
- اسنوا

کارگران گروه صنعتی انتخاب (اسنوا) در اصفهان روز پنجشنبه ۲۸ مهرماه دست به اعتصاب زدند.

## معلمان
اعتصاب معلمان در برخی شهرهای ایران در «همبستگی با اعتراضات سراسری و در محکومیت کشتارها به ویژه کشتار دانش آموزان» با فراخوان شورای هماهنگی تشکل‌های صنفی فرهنگیان آغاز شد. معلمان در برخی از شهرهای ایران دست به اعتصاب زدند. یک‌شنبه یکم آبان در استان‌های تهران، کردستان، آذربایجان غربی، فارس، گیلان، و کرمانشاه اعتصاب معلم‌ها گزارش شد. در واکنش به اعتصاب معلمان، دادگاه انقلاب رسول بداقی، جعفر ابراهیمی، و محمد حبیبی، سه عضو کانون صنفی معلمان را به ۱۵ سال زندان محکوم کرد.
معلمان در برخی شهرهای ایران از جمله سقز، کامیاران و مریوان با در دست داشتن پلاکاردهایی از جمله «مدرسه را پادگان نکنید»، «جای دانش‌آموز زندان نیست» و «نه به زندانی کردن معلمان» در مدارس تحصن کردند.

## دانش‌آموزان
دانش‌آموزان در بسیاری از مدارس با حاضر نشدن سر کلاس‌های درس، شعار خواندن در حیاط مدارس، پاره کردن عکس خمینی از روی کتاب‌های درسی، آتش زدن و از سر برداشتن مقنعه‌ها از اعتصابات سراسری حمایت کردند.

## کسبه و بازاریان
استان‌ها و بازارهای مهمی با تعطیل کردن مغازه‌های خود دست به اعتصاب زدند.
سه‌شنبه ۱۲ مهر جمعی از کسبه خیابان طالقانی اصفهان اعتصاب کردند. برخی از صنف موبایل و الکترونیک در تهران ساعت ۱۵ روز ۳۰ مهر در خیابان جمهوری تهران دست از کار کشیدند.

## اعتصابات سراسری آبان
در هفته نهم اعتراضات همزمان با سومین سالگرد اعتراضات آبان ۹۸ فراخوان‌های بسیاری در فضای مجازی برای برگزاری تجمع‌های اعتراضی و اعتصاب سراسری در روزهای ۲۴، ۲۵ و ۲۶ آبان هم‌رسانی شد. سه‌شنبه ۲۴ آبان تجمع‌های اعتراضی در نقاط مختلف تهران از جمله بازار تهران، چهارراه ولی‌عصر، میدان صنعت، خیابان امیرکبیر، خیابان شریعتی و نازی‌آباد شکل گرفت.

## اعتصابات سراسری سه روزه
اعتراض و اعتصاب سراسری سه روزه در پی فراخوان‌های متعددی از ۱۴ تا ۱۶ آذر انجام شد. بازاریان و کسبه در ده‌ها شهر ایران مغازه‌های خود را تعطیل کردند. با حمایت آنها از اعتراضات سراسری ایران، شهرها به حالت تعطیل درآمد.
اعتصاب‌های پراکنده اما متعددی در مراکز تولیدی و خدماتی مناطق مختلف ایران در جریان بود. به‌رغم تهدید، احضار و دستگیری فعالان صنفی و امنیتی تر شدن فضای مراکز تولیدی و خدماتی، و نیز دشوارتر شدن ارسال تصویر و گزارش از اعتصاب‌ها، در جریان اعتصاب ۳ روزه، خبرهای از مراکزی متعدد امکان انتشار یافت. در اعتصاب ۳ روزه ۳۰ تا ۴۰ درصد مطب‌های پزشکان و سایر کادر در اعتصاب بودند.
دوشنبه ۱۴ آذر کارگران کارخانه سیمان سپاهان اصفهان، کارکنان آلومینیوم المهدی بندرعباس، کارکنان مجتمع پتروشیمی کردستان واقع در سنندج، پیمانکاران و پرسنل پروژه ساخت منازل مسکونی پرسنل ارتش در کرمانشاه اعتصاب کردند. اعتصاب کارگران شرکت پایانه‌ها و مخازن پتروشیمی ماهشهر ادامه یافت. اعتصاب کامیون‌داران که از ۵ آذر در برخی مناطق آغاز شده بود، ۱۴ آذر نیز ادامه یافت.
سه شنبه ۱۵ آذر اعتصاب کارگران سیمان سپاهان و پتروشیمی کردستان برای دومین روز ادامه یافت. ۶۰۰ کارگران پیمانی پتروشیمی چوار و ۴۵۰۰ کارگر پالایشگاه آبادان به عدم اجرای طبقه‌بندی مشاغل اعتراض کردند. خبر اعتراض کارگران روغن نباتی نرگس شیراز و داروگر تهران به تعویق حقوق و حق بیمه، رکود تولید و نداشتن امنیت شغلی نیز ۱۵ آذر به رسانه‌ها راه یافت. اعتصاب کامیون‌داران که از ۵ آذر آغاز شده نیز ادامه یافت.
چهارشنبه ۱۶ آذر اعتصاب کارگران سیمان سپاهان اصفهان، کامیونداران و رانندگان کامیون ادامه یافت.

## واکنش‌ها
با ادامه اعتراضات و اعتصابات سراسری در ایران، وب سایت «آرت فاند»، به عنوان صندوقی برای کمک به اعتصاب‌کنندگان راه‌اندازی شد. بیش از ۴۰۰ نویسنده و مترجم در داخل و خارج ایران از اعتصاب‌های سراسری حمایت کردند. شهرنوش پارسی‌پور، داریوش آشوری، شهیار قنبری ، اسماعیل نوری علا، فرزان سجودی، عباس مخبر و سهراب مختاری، رضا پهلوی ، تورج اتابکی، آذر نفیسی ، ابی و نازنین بنیادی از جمله افرادی بودند که اعتصابات سراسری حمایت کردند.

## صنایع
برخی از بخش‌های صنعتی که در اعتراضات سراسری دست به اعتصاب زدند.
- کارخانه فولاد غدیر نیریز فارس[۲۹]
- لوله‌سازی ماهشهر[۲۹]
- رانندگان تانکرهای نفتی پالایشگاه آبادان[۲۹]
- شرکت نیشکر هفت‌تپه خوزستان
- پالایشگاه ماهشهر
- پالایشگاه بندرعباس
- فاز دوم پالایشگاه آبادان
- کارگران پیمانی عسلویه
- پتروپالایش کنگان
- سایت ۱ و ۲ پتروشیمی بوشهر[۶][۲۵]
- پتروشیمی هنگام[۶]
- پتروشیمی دماوند[۶]
- شرکت شکلات‌سازی داداش برادر
- کارخانه کیان تایر[۳۱]
- پتروشیمی دنا[۴۹]
- پالایشگاه تهران[۲۷]
- شرکت موتورسازان تراکتورسازی تبریز[۳۴]
- گروه ملی صنعتی فولاد خوزستان[۴۱]
- نیروگاه سیکل ترکیبی آبادان[۴۱]
- شرکت اسنوا[۳۵]